# اسکار فون زیلندر
اسکار ریتر (لقب شوالیه در آلمانی) و ادلر (نوعی مرتبه اشرافی در آلمان) فون زیلندر (۱۶ ژانویه 1856 – ۲۲ مه ۱۹۴۰) ژنرال نیروی زمینی باواریا بود که در نهایت تا زمان بازنشستگی خود در سال ۱۹۱۸ فرماندهی سپاه یکم سلطنتی باواریا را بر عهده داشت.

## زندگی‌نامه
فون زیلندر در ماینس متولد شد. او فرزند کاپیتان (هاوپتمن) اتو ریتر و ادلر فون زیلندر و همسرش روزالیا بود. اسکار جوان در تاریخ ۲۱ سپتامبر ۱۸۷۴ وارد دانشکده افسری ارتش شد و به هنگ «پادشاه» پیاده‌نظام باواریا پیوست و در ۱۷ مارس ۱۸۷۵ به مقامپورتپیه‌فیینقیش (گروهبان دانشکده افسری) رسید. در سال ۱۸۷۶ او به مقام ستوان دومی دست یافت. در ۲۵ نوامبر ۱۸۷۸ با ویلهلمین، ازدواج کرد. این زوج سه پسر و سه دختر داشتند. پس از سال ۱۸۸۵ او در آکادمی جنگ در مونیخ خدمت کرد و در سال ۱۸۸۶ به مقام ستوان یکمی رسید و پس از آن از سال ۱۸۸۹ تا ۱۸۹۰ آجودان فرماندهی منطقه مونیخ بود. در سال ۱۸۹۰ او فرمانده گروهان در هنگ شد، در سال ۱۸۹۱ به درجه کاپیتانی (هاوپتمن) ارتقا یافت و پس از سپتامبر ۱۸۹۳ افسر ستاد کل ارتش شد.
در نوامبر ۱۸۹۷ با درجه سرگردی به لشکر سوم ارتش منتقل شد. سپس از اواخر اکتبر ۱۸۹۸ تا فوریه ۱۸۹۹ در هنگ محافظتی پیاده‌نظام سلطنتی باواریا، فرمانده گردان بود. در مارس ۱۹۰۱ او به درجه سرهنگ دومی ارتقاء یافت. از اوت ۱۹۰۱ تا مارس ۱۹۰۴ او رئیس دپارتمان ستاد کل ارتش بود، از ماه مه ۱۹۰۳ به درجه سرهنگ تمام دست یافت، سپس به فرماندهی هنگ اولین پیاده‌نظام «پادشاه» رسید و سپس مدیریت آکادمی جنگ و دانشکده توپخانه و مهندسی در مونیخ به او سپرده شد. فون زیلندر در آوریل ۱۹۰۶، زمانی که مدیر آکادمی جنگ بود، به مقام سرلشکری رسید.
او از دسامبر ۱۹۰۷ تا نوامبر ۱۹۰۸، فرمانده تیپ ۹ پیاده‌نظام بود و همچنین از نوامبر ۱۹۰۸ تا آوریل ۱۹۱۲ ریاست ستاد کل ارتش و بازرسی نهادهای آموزشی نظامی را بر عهده داشت. زیلندر در مارس ۱۹۱۰، به درجه سپهبدی ارتقا یافت و پس از آن فرماندهی لشکر ششم باواریا به او سپرده شد. وی تا مارس ۱۹۱۳ فرماندهی سپاه یکم پیاده‌نظام باواریا را بر عهده داشت.
فون زیلندر به دلیل شایستگی‌هایی که در طول خدمت از خود نشان داده بود، چندین بار مورد تقدیر قرار گرفت. دو دهه پس از بازنشستگی، در دوران حکومت رایش سوم، به درجه صدراعظمی (گروسکانسلر) نشان نظامی مکس یوزف دست یافت. او در تاریخ ۲۲ مه ۱۹۴۰ در مونیخ درگذشت.

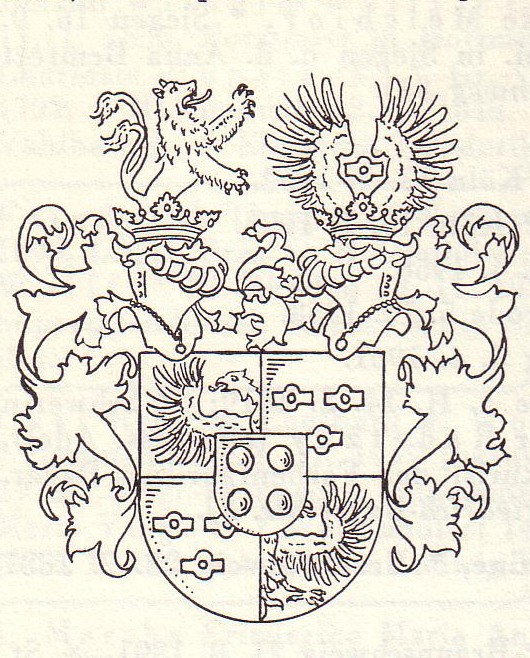
نشان خانوادگی ادلر و ریتر فون زیلندر، ۱۷۹۲